# دوجایگاهی
دوجایگاهی یکی از فرضیه‌های بحث‌برانگیز در روانشناسی است که مغز انسان را دارای دوبخش فرض می‌کند که یکی تصمیم‌گیرنده(سخنگو) و دیگری فرمان‌برنده‌است.
این اصطلاح توسط روانشناسی به نام جولیان جینز در سال ۱۹۶۷ در کتابش به نام « خاستگاه آگاهی در فروپاشی ذهن دوجایگاهی» طرح‌ریزی شد که وی در آن بیان کرده‌است که در همه‌جا، تا ۳۰۰۰ سال پیش، حالت دوجایگاهی حالت عادی مغز انسان بوده‌است.
وی با استفاده از تشبیه و مثال تلاش کرده‌است که این حالت را توصیف کند و با مثال به بیان نظریه‌اش مبنی بر این که زبان (و به دنبالهٔ آن اندیشه) با استفاده از استعاره گسترش می‌یابد، پرداخته‌است. هرچند که ادعایش مورد قبول همه قرار نگرفته‌است.

## مسئلهٔ دوجایگاهی
در زمانی طبیعت انسان به دو بخش تقسیم می‌شده‌است. بخش مجری که خدا نامیده می‌شود و بخش پیرو که انسان نامیده می‌شود. این‌دو هیچیک هوشیارانه آگاه نبودند.
بنا به گفتهٔ جینز مردم باستان در حالت دوجایگاهی شبیه جنون جوانی در دنیای کنونی عمل می‌کرده‌اند و به‌جای ارزیابی آگاهانه در افسانه‌ها و موقعیت‌های غیرمترقبه دچار خیالات شده و خدایی یا صدایی که وی را نصیحت می‌کرده یا به وی فرمان می‌داده در ذهن او متصور می‌شده‌است و بدون هیچ پرسشی به فرمان او عمل می‌کرده‌است. دیگران با این قول مخالفت کرده و گفته‌اند که این حالت مغز در افراد پیرو گروه‌های تندرو دینی بازسازی می‌شده‌است.
در سال ۱۹۶۷ جولیان جینز فرضیه‌هایی را بنا کرد که بر اساس آن ذهن‌های انسان پیش از ۳۰۰۰ سال قبل در یک حالت دوجایگاهی بوده‌است. جینز با ذکر مدارکی گستردهٔ ادبی تاریخی موقعیت خوبی را برای این نظریه می‌سازد. وی روشی میان‌رشته‌ای اتخاذ کرد و داده‌های فراوانی را از منابع مختلف پیش کشید.
جینز افزود تقریباً تا زمانی که دربارهٔ ایلیاد و هومر نوشته می‌شده‌است؛ انسان‌ها عموماً خصوصیات خودآگاهانهٔ آگاهی را به‌طوری‌که بیشتر انسان‌ها تجربهٔ آن را در زمان کنونی دارند نداشته‌اند.
با این که جینز می‌گوید افراد دوجایگاهی به وسیلهٔ فرمان‌های مغزی کنترل می‌شده‌اند ولی خود بر این باور است که این فرمان‌های مغزی از سوی خدایان خارجی بوده‌است. فرمان‌هایی که بیشتر در افسانه‌ها و اسطوره‌ها و تفاسیر تاریخی دیرین ضبط شده‌اند؛ با این که این فرمان‌ها از ذهن انسان ناشی می‌شده‌اند. مثال‌ها و گواه‌های این موارد نه تنها از فرمان‌هایی که در حماسه‌های باستانی آورده‌شده‌اند آمده‌است همچنین جینز در مورد اندیشه‌هایی که در اسطوره‌های یونان باستان که به صورت شعر و سرود درآمده‌اند و تفاسیر بعد از آن، آن‌ها را شخصیت‌بخشی‌های ساده‌ای از الهامات خلاقانه نامیده اند، بر این باور است که مردمان باستان اندیشه‌هایی که ملفوظ را شنیده‌اند به عنوان منبع اصلی در اشعار و موسیقی خود به کار برده‌اند.